# محاصره ادسا (۵۴۴)

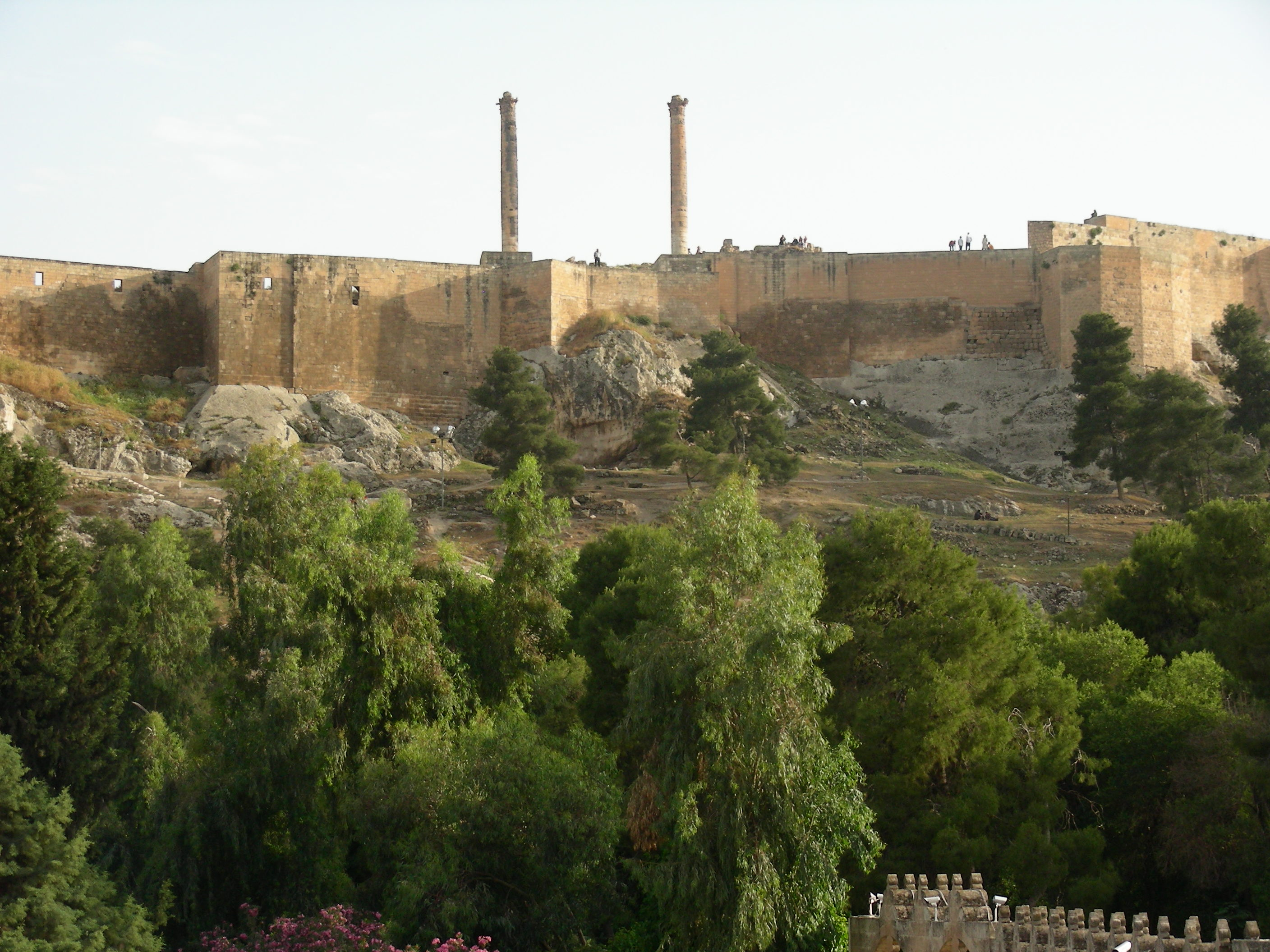
دیوارهای قلعه ادسا امروز

محاصره ادسا در سال ۵۴۴ میلادی در جریان حمله امپراتوری بیزانس به رهبری ژوستینین یکم به ایران ساسانی به رهبری خسرو انوشیروان در میانهٔ جنگ لازستان در شمال رخ داد. این شهر در برابر محاصره شدیداً مقاومت کرد. به دلیل ماهیت مذهبی شهر، برخی از سنت‌های مسیحی نتیجه درگیری را مداخله الهی دانسته‌اند.